# هاملت هاروتیونیان
هاملت میکائیلی هاروتیونیان (ارمنی: Համլետ Միքայելի Հարությունյան؛ زادهٔ ۵ اکتبر ۱۹۴۷) یک سیاستمدار اهل ارمنستان است که از تاریخ ۱۹۹۹ تا تاریخ ۲۰۱۷ سمت نمایندگی دوره‌های دوم تا پنجم مجلس ملی جمهوری ارمنستان را برعهده داشت.

## زندگی‌نامه
در ۵ اکتبر ۱۹۴۷ در مارتونی، استان خودمختار قره‌باغ کوهستانی به دنیا آمد  .